# Diverso (album)
Diverso è il decimo album di Alessio, pubblicato nel 2016.

## Tracce
1. Lasciarsi mai – 3:36
2. San Valentino – 4:30
3. Libero da te – 3:40
4. Viene – 4:37
5. Ci sei – 3:43
6. Io e te – 4:09
7. Baby – 3:42
8. Si 'a mia tu m'appartiene – 4:27
9. Mi scoppi dentro – 4:21
10. Io dimane passo 'n'ata vota – 3:22
11. Anima mia – 4:17
12. Dio come vorrei – 3:51
13. Lei – 3:50